# Élections législatives de 1876 dans le Gard
Les élections législatives de 1876 dans le Gard ont eu lieu les 20 février et 5 mars 1876.

## Députés élus
|   | Circonscription               | Député élu                |  | Groupe parlementaire |
| - | ----------------------------- | ------------------------- |  | -------------------- |
| 1 | 1ère circonscription d'Alès   | Eugène Ducamp             |  | Gauche républicaine  |
| 2 | 2e circonscription d'Alès     | Camille Mathéi de Valfons |  | Centre droit         |
| 3 | 1ère circonscription de Nîmes | Ferdinand Boyer           |  | Légitimiste          |
| 4 | 2e circonscription de Nîmes   | Victor Bousquet           |  | Union républicaine   |
| 5 | Vigan                         | Marcellin Pellet          |  | Union républicaine   |
| 6 | Uzès                          | Augustin-Gédéon Mallet    |  | Gauche républicaine  |

## Résultats à l'échelle du département
| Partis         | Partis                                    | Premier tour | Premier tour | Sièges |
| Partis         | Partis                                    | Voix         | %            | Sièges |
| -------------- | ----------------------------------------- | ------------ | ------------ | ------ |
|                | Légitimistes                              | 33 229       | 31,68        | 1      |
|                | Républicains radicaux                     | 30 144       | 28,74        | 2      |
|                | Républicains modérés, Gauche républicaine | 26 241       | 25,02        | 2      |
|                | Constitutionnels                          | 9 448        | 9,01         | 1      |
|                | Bonapartistes                             | 5 833        | 5,56         | 0      |
|                |                                           |              |              |        |
| Inscrits       | Inscrits                                  | 127 308      | 100,00       | 6      |
| Votants        | Votants                                   | 105 444      | 82,83        |        |
| Abstentions    | Abstentions                               | 21 864       | 17,17        |        |
| Blancs et nuls | Blancs et nuls                            | 549          | 0,52         |        |
| Exprimés       | Exprimés                                  | 104 895      | 99,48        |        |

## Résultats par arrondissement

### Arrondissement d'Alès

#### 1recirconscription
| Candidat       | Candidat           | Parti               | Premier tour | Premier tour |
| Candidat       | Candidat           | Parti               | Voix         | %            |
| -------------- | ------------------ | ------------------- | ------------ | ------------ |
|                | Eugène Ducamp      | Gauche républicaine | 9 151        | 64,63        |
|                | Le baron d'Hombres | Légitimiste         | 5 007        | 35,37        |
|                |                    |                     |              |              |
| Inscrits       | Inscrits           | Inscrits            | 17 212       | 100,00       |
| Votants        | Votants            | Votants             | 14 249       | 82,79        |
| Abstention     | Abstention         | Abstention          | 2 963        | 17,21        |
| Blancs et nuls | Blancs et nuls     | Blancs et nuls      | 91           | 0,64         |
| Exprimés       | Exprimés           | Exprimés            | 14 158       | 99,36        |

#### 2ecirconscription
| Candidat       | Candidat                  | Parti               | Premier tour | Premier tour |
| Candidat       | Candidat                  | Parti               | Voix         | %            |
| -------------- | ------------------------- | ------------------- | ------------ | ------------ |
|                | Camille Mathéi de Valfons | Constitutionnel     | 9 448        | 61,13        |
|                | Édouard Favand            | Républicain radical | 6 008        | 38,87        |
|                |                           |                     |              |              |
| Inscrits       | Inscrits                  | Inscrits            | 18 187       | 100,00       |
| Votants        | Votants                   | Votants             | 15 650       | 86,05        |
| Abstention     | Abstention                | Abstention          | 2 537        | 13,95        |
| Blancs et nuls | Blancs et nuls            | Blancs et nuls      | 194          | 1,24         |
| Exprimés       | Exprimés                  | Exprimés            | 15 456       | 98,76        |

### Arrondissement de Nîmes

#### 1recirconscription
| Candidat       | Candidat        | Parti               | Premier tour | Premier tour |
| Candidat       | Candidat        | Parti               | Voix         | %            |
| -------------- | --------------- | ------------------- | ------------ | ------------ |
|                | Ferdinand Boyer | Légitimiste         | 8 794        | 54,54        |
|                | Paul Manse      | Républicain modéré  | 5 857        | 36,33        |
|                | Pierre Baragnon | Républicain radical | 1 472        | 9,13         |
|                |                 |                     |              |              |
| Inscrits       | Inscrits        | Inscrits            | 19 933       | 100,00       |
| Votants        | Votants         | Votants             | 16 168       | 81,11        |
| Abstention     | Abstention      | Abstention          | 3 765        | 18,89        |
| Blancs et nuls | Blancs et nuls  | Blancs et nuls      | 45           | 0,28         |
| Exprimés       | Exprimés        | Exprimés            | 16 123       | 99,72        |

#### 2ecirconscription
| Candidat       | Candidat        | Parti              | Premier tour | Premier tour |
| Candidat       | Candidat        | Parti              | Voix         | %            |
| -------------- | --------------- | ------------------ | ------------ | ------------ |
|                | Victor Bousquet | Union républicaine | 14 009       | 66,00        |
|                | Henri Portalès  | Légitimiste        | 7 216        | 33,00        |
|                |                 |                    |              |              |
| Inscrits       | Inscrits        | Inscrits           | 26 513       | 100,00       |
| Votants        | Votants         | Votants            | 21 336       | 80,47        |
| Abstention     | Abstention      | Abstention         | 5 177        | 19,53        |
| Blancs et nuls | Blancs et nuls  | Blancs et nuls     | 111          | 0,52         |
| Exprimés       | Exprimés        | Exprimés           | 21 225       | 99,48        |

### Arrondissement du Vigan
| Candidat       | Candidat           | Parti              | Premier tour | Premier tour |
| Candidat       | Candidat           | Parti              | Voix         | %            |
| -------------- | ------------------ | ------------------ | ------------ | ------------ |
|                | Marcellin Pellet   | Union républicaine | 8 655        | 53,43        |
|                | Ernest de Tarteron | Légitimiste        | 4 292        | 26,50        |
|                | Édouard André      | Bonapartiste       | 3 252        | 20,08        |
|                |                    |                    |              |              |
| Inscrits       | Inscrits           | Inscrits           | 18 829       | 100,00       |
| Votants        | Votants            | Votants            | 16 246       | 86,28        |
| Abstention     | Abstention         | Abstention         | 2 583        | 13,72        |
| Blancs et nuls | Blancs et nuls     | Blancs et nuls     | 47           | 0,29         |
| Exprimés       | Exprimés           | Exprimés           | 16 199       | 99,71        |

### Arrondissement d'Uzès
| Candidat       | Candidat               | Parti              | Premier tour | Premier tour |
| Candidat       | Candidat               | Parti              | Voix         | %            |
| -------------- | ---------------------- | ------------------ | ------------ | ------------ |
|                | Augustin-Gédéon Mallet | Républicain modéré | 11 233       | 51,68        |
|                | Louis-Numa Baragnon    | Légitimiste        | 7 920        | 36,44        |
|                | Claudius Jacquet       | Bonapartiste       | 2 581        | 11,88        |
|                |                        |                    |              |              |
| Inscrits       | Inscrits               | Inscrits           | 26 634       | 100,00       |
| Votants        | Votants                | Votants            | 21 795       | 81,83        |
| Abstention     | Abstention             | Abstention         | 4 839        | 18,17        |
| Blancs et nuls | Blancs et nuls         | Blancs et nuls     | 61           | 0,28         |
| Exprimés       | Exprimés               | Exprimés           | 21 734       | 99,72        |